# Antón Costas
Antón Costas Comesaña (San Pedro de Matamá, Vigo, 1949) es un economista español. Catedrático de Política Económica de la Universidad de Barcelona, ha presidido el Círculo de Economía de Barcelona entre 2013 y 2016. Desde el 28 de abril de 2021 es presidente del Consejo Económico y Social de España.

## Biografía
Costas se graduó primero como Ingeniero Técnico Industrial (Vigo, 1972), para licenciarse posteriormente por la Universidad de Barcelona en Economía (Barcelona, 1977). Doctor en Economía por la misma universidad (1982), su tesis doctoral, dirigida por los profesores Fabián Estapé y Ernest Lluch, se interesó por el pensamiento y la política económica liberal del siglo XIX. Ha sido profesor titular de Política Económica de la Universidad de Barcelona y desde 2005 es catedrático de Política Económica de la UB. En 2013 asumió el cargo de presidente del Círculo de Economía, cargo en el que lo sustituyó Juan José Brugera en diciembre de 2016. Sus intereses se centran en los procesos de formación de las políticas públicas, y en particular sobre los procesos de reforma económica. Ha publicado el libro La crisis de 2008. De la Economía a la Política y más allá (2010) y La torre de la arrogancia. Políticas y mercados después de la tormenta (2011).

## Publicaciones
- Apogeo del liberalismo en "La Gloriosa": la reforma económica en el sexenio liberal (1868-1874).  Madrid: Siglo XXI de España, 1988.
- Descentralización y calidad de las políticas locales. Barcelona: Diputación de Barcelona, 1998.
- Ideas y políticas en la economía española de la crisis, edición cono José María Serrano. Zaragoza: Universidad, 1988.
- Introducción al pensamiento económico: una perspectiva española, cono Fabià Estapé e José María Serrano. Madrid: Espasa-Calpe, 1990.
- Estadística de Barcelona en 1849, de Laureano Figuerola. Barcelona: Alta Hoja, 1993.
- Diez ensayos sobre economía española, cono José María Serrano Sanz. Madrid: Pirámide, 1995.
- Problemas económicos en las sociedades avanzadas.  Madrid: Fundación Argentaria, 1996.
- Problemas económicos en las sociedades avanzadas. Madrid: Biblioteca Nueva, 1997.
- Los beneficios de la liberalización de los productos. Barcelona: Caja de Ahorros y Pensiones de Barcelona, 1997. Cono versión ao castelán: Los beneficios de la liberalización de los mercados de produtos.
- Cooperación y desarrollo: hacia una agenda comprehensiva para el desarrollo, coordinación cono Gemma Baldosa y Céspedes (coords). Madrid: Pirámide, 2003.
- La torre de la arrogancia, con X.C. Arias, Barcelona: Ariel, 2012
- La nueva piel del capitalismo, con X.C. Arias, Barcelona: Galaxia Gutenberg, 2016
- El final del desconcierto, Barcelona: Península, 2017
- Laberintos de prosperidad, con X.C. Arias, Barcelona: Galaxia Gutenberg, 2021

## Premios y reconocimientos
- Vigués distinguido en 2022.[6]